# Szarvas
Szarvas est une ville et une commune du comitat de Békés en Hongrie.

## Histoire
- Inscription de Szarvas

## Personnages célèbres
Gyorgy Ruzicskay artiste peintre dont un musée est à visiter à Svarvas

## Villes jumelées
La ville de Szarvas est jumelée avec :
- Baraolt (Roumanie)
- Keuruu (Finlande)
- Malacky (Slovaquie)
- Poprad (Slovaquie)
- Vlăhița (Roumanie)
- Șimleu Silvaniei (Roumanie)